# Yushania laetevirens
Yushania laetevirens är en gräsart som beskrevs av Tong Pei Yi. Yushania laetevirens ingår i släktet yushanior, och familjen gräs. Inga underarter finns listade i Catalogue of Life.